# وزارة الرعاية والضمان الاجتماعي (إيران)
وزارة الرعاية والضمان الاجتماعي (الفارسية: وزارت رفاه و تأمین اجتماعی) تأسست في عام 2004 وتم حلها في عام 2011، وهي هيئة حكومية إيرانية مسؤولة عن الإشراف على الضمان الاجتماعي في إيران.

## روابط خارجية
- الصفحة الإلكترونية لوزارة الرعاية والضمان الاجتماعي
- إدارة الضمان الاجتماعي الأمريكية: دخول إيران
- إحصاءات البنك الدولي - مؤشرات التنمية البشرية والاجتماعية والاقتصادية لإيران
- لا تزال سياسات وزارة الرعاية الاجتماعية والضمان الاجتماعي في إيران تعتمد على الأعمال الخيرية
- المنظمات شبه الحكومية في إيران (البونيادات) بقلم علي أ. سعيدي (المصدر: معهد الشرق الأوسط)
- الفقر وعدم المساواة منذ الثورة بقلم جواد صالحي أصفهاني (المصدر: معهد الشرق الأوسط)